# Zubkow (obwód kurski)
Zubkow (ros. Зубков) – chutor w zachodniej Rosji, w sielsowiecie mokowskim rejonu kurskiego w obwodzie kurskim.

## Geografia
Miejscowość położona jest nad Mokwą (prawy dopływ Sejmu), 1 km od centrum administracyjnego sielsowietu (1-ja Mokwa), 2 km na południowy zachód od Kurska, 2 km od drogi magistralnej (federalnego znaczenia) M2 «Krym» (część trasy europejskiej E105).
W chutorze znajdują się ulice: Gagarina, Mirnaja, Sołniecznaja, Sołowjinaja, Sołowjinyj pierieułok, Wiszniewaja i Żemczużnaja (130 posesji).
Klimat
Miejscowość, jak i cały rejon, znajduje się w strefie klimatu kontynentalnego z łagodnym ciepłym latem i równomiernie rozłożonymi opadami rocznymi (Dfb w klasyfikacji klimatów Köppena).

## Demografia
W 2010 r. chutor zamieszkiwało 315 osób.